# Rukai

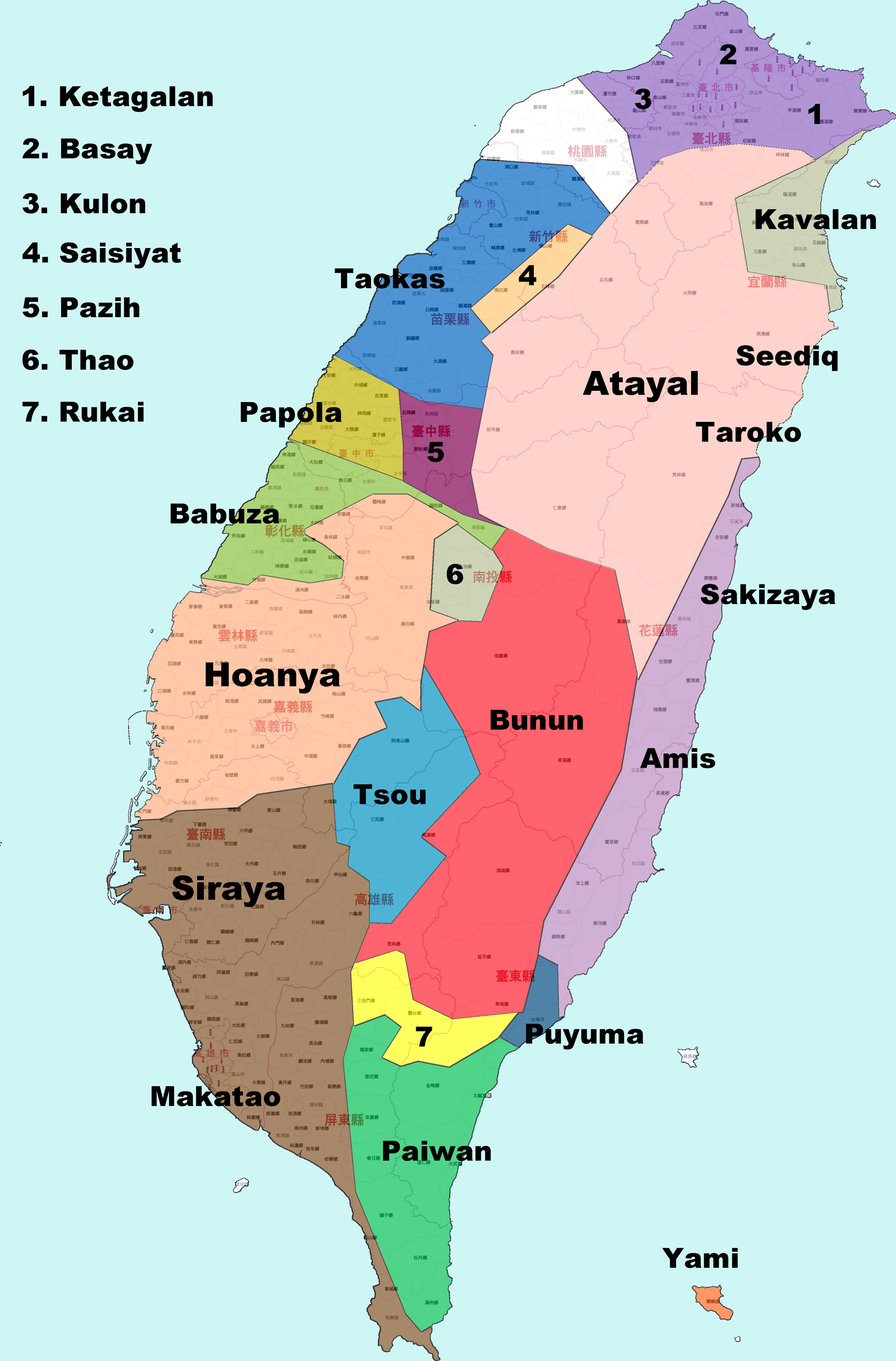
Distribuzione delle etnie indigene di Taiwan

Il popolo Rukai (caratteri cinesi: 魯凱族) è una delle etnie di aborigeni taiwanesi. Essi vivono nelle montagne del sud dell'isola di Taiwan, e all'anno 2000 la loro popolazione ammontava a 12.084 individui. I Rukai sono il quinto gruppo tribale più ampio di Taiwan, costituendo circa il 3% della popolazione aborigena. A causa dei luoghi impervi in cui vivono, i Rukai vengono chiamati anche Tsarisen, che vuol dire "popolo che vive sulle montagne".
La loro lingua, il Rukai, fa parte della famiglia delle lingue austronesiane.